# 다산경제학상
다산경제학상(茶山經濟學賞)은 대한민국 경제학 분야의 상이다.

## 역사
한국경제신문은 다산 정약용의 실학사상을 기리기 위해 1982년 창간 기념일(10월 12일)을 맞아 다산경제학상을 제정했다.
한국경제신문은 제정 배경에 대해 "40년 전 다산경제학상이 처음 제정됐을 시기, 국내 경제학계에서는 정치권을 노리는 일명 '폴리페서'들이 많았다. 하지만 열악한 환경에도 연구에 매진해 세계적인 논문을 발표하고 한국 경제학의 지평을 넓히는 학자들 또한 적지 않았다. 이들 학자가 규명한 경제 이론은 현실의 경제위기를 극복하고 올바른 경제정책 방향을 설정하는 데 실질적인 도움이 됐다. 한국경제신문은 이 같은 학자들의 공로를 치하하고 학술활동을 독려하기 위한 방법을 고민하다가 한국의 '노벨경제학상'을 만들어보자는 취지로 다산경제학상을 제정했다"고 설명한다.
매년 시상을 하지만 합당한 수상자를 찾을 수 없다고 판단할 때에는 한해 거르기도 한다.

## 수상자

### 1~10회
■ 제1회 다산경제학상= 조기준/ 일본 상지대 경제학과졸업 고려대 경제학 박사 / 고려대 경상대 교수·정경대학장, 한국경제사학회장 역임
■ 제1회 다산경제학상= 조순/ 서울대 상대 졸업 미 캘리포니아대 경제학 박사/ 미 뉴햄프셔대 조교수, 서울대 사회과학대학장, 한국국제경제학회장, 부총리 겸 경제기획원장, 서울시장 역임
■ 제2회 다산경제학상= 고승제/ 일본 입교대 졸업, 경제학 박사/ 서울대·고려대·연세대 교수, 한양대행정대학원장, 한국경제학회 명예회장 역임
■ 제2회 다산경제학상= 김준보/ 일본 구주대 졸업 전북대 명예 농업경제학 박사/ 전북대 총장, 서울대·고려대 교수·한신대 대우교수 역임
■ 제3회 다산경제학상= 김옥근/ 서울대 상대 및 대학원 졸업 경제학 박사/ 경성대 교수, 경성대 대학원장 역임
■ 제3회 다산경제학상= 임원택/ 동경제대 중퇴·서울대 문리대 및 대학원 졸업·경제학 박사/ 서울대·성균관대 교수 역임
■ 제4회 다산경제학상= 이기준/ 서울대 상대 졸업 영국 옥스퍼드대 졸업·경제학 박사/ 서울대·국민대 교수, 한국개발연구원 이사장, 동아시아경제연구원 이사 역임
■ 제5회 다산경제학상= 권병탁/ 경북대 법정대 졸업, 경제학 박사/ 대구대 교수, 영남대 상경대학장 역임
■ 제5회 다산경제학상= 김윤환/ 고려대 경상대 졸업, 경제학 박사/ 고려대·미 하버드대 교환교수 역임
■ 제6회 다산경제학상= 박광순/ 전남대 경제학과 졸업 경제학 박사/ 목포대학장·전남대 경영대학원장·교무처장 역임
■ 제6회 다산경제학상= 변형윤/ 서울대 상대 졸업, 경제학 박사/ 서울대 경제연구소 소장·상대학장·회계학회장역임
■ 제7회 다산경제학상= 주종환/ 일본 동경대 경제학과 졸업, 동 대학원 수료/ 동국대 대학원 졸업, 경제학 박사/ 동국대 농대학장·한국농업경제학회장 역임
■ 제8회 다산경제학상= 박우회/ 서울대 상대졸업 동경대 경제학 박사/ 서울대 사회과학대학장, 국제경제학 회장 역임
■ 제10회 다산경제학상= 김병태/ 중앙대 경상대 졸업/ 한국경제학회 부회장, 건국대 대우교수 역임

### 11~20회
■ 제11회 다산경제학상= 김영호/ 경북대 경상대 졸업 일본대판시립대 경제학 박사/ 경북대 교수
■ 제12회 다산경제학상= 전철환/ 서울대 상대 졸업 영국 맨체스터대 대학원 수료/ 제12회 고등고시 행정과합격, 충남대 교수
■ 제14회 다산경제학상= 김일곤/ 부산대 경제학과 졸업, 동 대학원 경제학과 수료, 경제학 박사/ 금융통화운영위원, 부산대 상과대학 교수 역임, 부산발전연구원 원장
■ 제15회 다산경제학상= 윤석범/ 연세대 경제학과 졸업 미국 펜실베이니아대 경제학 박사/ 연세대 상경대학장 역임, 연세대 상경대학 교수, 금융통화운영위원회 위원
■ 제16회 다산경제학상= 김종현/ 일본 센슈대 경제학과 졸업, 와세다대 경제학연구과 박사과정 수료, 서울대 경제학 박사/ 서울대 사회과학대 경제학부장 역임, 서울대 명예교수 겸 일본 니가타 경영대 교수
■ 제18회 다산경제학상= 정병휴/ 서울대 정치학과 졸업 경제학 박사/ 서울대 상대 교수, 조선대 총장, KDI 이사장 역임
■ 제19회 다산경제학상= 김병주/ 서울대 경제학과 졸업 미국 프리스턴대 경제학 박사/ 서강대 경제정책 대학원장
■ 제20회 다산경제학상= 홍원탁/ 서울대 경제학과 졸업 미국 컬럼비아대 경제학 박사/ 미국 위스콘신대 교수, 서울대 지역종합연구소 소장, 서울대 국제지역원 원장

### 21~30회
■ 제21회 다산경제학상= 배무기/ 서울대 경제학과 졸업 뉴욕시립대 경제학 박사/ 서울대 교수, 울산대 총장, 한국노동경제학회 회장, 서울대 경제연구소장, 중앙노동위원회 위원장
■ 제22회 다산경제학상= 김세원/ 서울대 법학과 졸업 브뤼셀대 경제학 석·박사/ 서울대 교수, 한국국제경제학회 회장, 금융감독위원회 위원, 정보통신정책연구원 이사장
■ 제23회 다산경제학상= 정기준/ 서울대 경제학과 졸업 미국 클레어몬트대 경제학 박사/ 서울대 교수, 한국계량경제학회 회장, 서울대 경제연구소 소장
■ 제24회 다산경제학상= 정현식/ 연세대 도서관학과 졸업, 미국 웨스트버지니아대 경제학 박사/ 성균관대 교수, 한국계량경제학회 회장, 한국환경경제학회 회장
■ 제25회 다산경제학상= 곽태원/ 서강대 경제학과 졸업 미국 하버드대 경제학 박사/ 서강대 교수, 한국공공경제학회 회장, 세개혁특별위원회 위원장
■ 제26회 다산경제학상= 남종현/ 서울대 자원공학과 졸업 미국 미네소타대 경제학 박사/ 고려대 교수, 한국국제경제학회 회장
■ 제27회 다산경제학상= 이승훈/ 서울대 전자공학과 졸업 미국 노스웨스턴대 경제학 박사/ 서울대 교수, 한국계량경제학회 회장
■ 제28회 다산경제학상= 유병삼/ 연세대 응용통계학과 졸업 미국 캘리포니아대 경제학 박사/ 연세대 교수, 한국계량경제학회 회장, 국가통계위원회 경제분과위원회 위원장
■ 제29회 다산경제학상= 조장옥/ 서강대 경제학과 졸업 미국 로체스터대 경제학 박사/ 서강대 교수, 한국금융학회장
■ 제30회 다산경제학상= 정갑영/ 연세대 경제학과 졸업 미국 코넬대 경제학 박사/ 연세대 교수, 연세대 총장

### 31~40회
■ 제31회 다산경제학상= 박준용/ 서울대 자연과학대 졸업 미국 예일대 경제학 박사/ 성균관대 교수, 미국 인디애나대 석좌교수
■ 제32회 다산경제학상= 김선구/ 서울대 국제경제학과 졸업, 미국 UCLA 경제학 박사/ 홍콩과기대 경제학부 부교수, 금융발전심의위원회 위원, 서울대 경제학부 교수
■ 제33회 다산경제학상= 최재필/ 서울대 경제학과 졸업 미국 하버드대 경제학 박사/ 미국 컬럼비아대 부교수, 미국 미시간주립대 교수, 한미경제학회 회장, 연세대 교수
■ 제34회 다산경제학상= 이종화 고려대 교수 (2015)
■ 제35회 다산경제학상= 최인 서강대 교수 (2016)
■ 제36회 다산경제학상= 황윤재 서울대 교수 (2017)
■ 제37회 다산경제학상= 전병헌 고려대 교수 (2018)
■ 제38회 다산경제학상= 이인호 서울대교수 (2019)
■ 제39회 다산경제학상= 신관호 고려대교수 (2020)
■ 제40회 다산경제학상= 장용성 서울대교수 (2021)

## 다산 젊은경제학자상
■ 2012년 10월 12일/ 제1회 수상자 이석배 서울대 부교수(경제학부)
■ 2013년 10월 11일/ 제2회 수상자 이지홍 서울대 부교수(경제학부)
■ 2014년 10월 10일/ 제3회 수상자 홍재화 서울대 부교수(경제학부)
■ 2015년 10월 12일/ 제4회 수상자 김진우 서울대 부교수(경제학부)
■ 2016년 10월 12일/ 제5회 수상자 서경원 서울대 부교수(경영학부)
■ 2017년 10월 12일/ 제6회 수상자 이수형 서강대 부교수(경제학부), 황성하 KAIST 부교수(경영공학부)
■ 2018년 10월 12일/ 제7회 수상자 최승주 서울대 부교수(경제학부)
■ 2019년 10월 11일/ 제8회 수상자 김윤정 서강대 부교수(경제학부)
■ 2020년 10월 12일/ 제9회 수상자 박웅용 서울대 부교수(경제학부)
■ 2021년 10월 12일/ 제10회 수상자 고영우 고려대 부교수(경제학과)